# Fountainea ryphea
Fountainea ryphea (denominada popularmente, em português, borboleta-rubi ou finge-folha; em inglês, Ryphea Leafwing ou Flamingo Leafwing) é uma borboleta neotropical da família Nymphalidae e subfamília Charaxinae, encontrada do leste do México até o Equador e bacia do rio Amazonas. no Acre e pantanal mato-grossense até a Mata Atlântica do Brasil (em Minas Gerais, São Paulo e Paraná). Foi classificada por Pieter Cramer, com a denominação de Papilio ryphea, em 1775 e com seu tipo nomenclatural coletado no Suriname. Suas lagartas se alimentam de plantas do gênero Croton (espécies Croton floribundus ou Croton hemiargyreus). Esta é a espécie-tipo do gênero Fountainea Rydon, 1971.

## Descrição
Adultos desta espécie, do sexo masculino, vistos por cima, possuem as asas de contornos falciformes e com envergadura chegando a até 5,4 centímetros, de tonalidade vermelha como um rubi, daí provindo seu nome popular, além de apresentarem uma área enegrecido-azulada na metade superior e exterior das asas anteriores, isolando uma pequena área em vermelho. Suas asas traseiras possuem tonalidade mais alaranjada ou castanha. Vistos por baixo, apresentam semelhança com uma folha seca, com finos desenhos mosqueados.

## Hábitos
Fountainea ryphea é encontrada em habitats florestais secundários, ao longo de trilhas largas, margens de rios e perto de habitações. Voa em florestas caducas e perenes, de altitudes entre o nível médio do mar e cerca de 1 000 metros onde é vista isoladamente, alimentando-se de fezes ou frutos em fermentação no solo, ou se aquecendo ao sol com as asas meio abertas. Os machos também visitam infiltrações de esgoto ou praias fluviais para absorver água mineralizada.

## Subespécies
F. ryphea possui três subespécies:
- Fountainea ryphea ryphea - Descrita por Cramer em 1775[5], de exemplar proveniente do Suriname.[4]
- Fountainea ryphea ecuadoralis - Descrita por F. Johnson & W. Comstock em 1941, de exemplar proveniente do Equador.[5]
- Fountainea ryphea phidile - Descrita por Geyer em 1837[5], de exemplar proveniente do Brasil.[3]